# 赵文献
赵文献（1908年—1967年），男，陕西延长人，中华人民共和国政治人物，曾任甘肃省人民检察院检察长、党组书记，甘肃省人民委员会副省长。